# Manuel Colón
Manuel Colón Rodríguez es un jugador de balonmano internacional por España, (Madrid, Comunidad de Madrid, España, 18 de febrero de 1977). Estuvo la mayor parte de su carrera ligado al Reale Ademar León y al Club Balonmano Alcobendas. Después de cuatro años de retiro, en la temporada 2015/2016 vuelve a enfundarse la camiseta de Alcobendas en la División de Honor Plata. El padre de Alex Colón.